# Jordânia
Jordânia là một đô thị thuộc bang Minas Gerais, Brasil. Đô thị này có diện tích 549,209 km², dân số năm 2007 là 10751 người, mật độ 18,4 người/km².